# ARL6
АДФ-рибозилирующий факторообразный белок 6  — белок, который у человека кодируется геном ARL6.
Белок, кодируемый этим геном, принадлежит к семейству ARF ГТФ-связывающих белков. ARF-белки являются важными регуляторами транспорта в клетке и типовыми членами постоянно расширяющегося семейства гомологичных белков и геномных последовательностей. Они отличаются от других малых ГТФ-связывающих белков наличием уникального структурного устройства, реализующего взаимную коммуникацию между N-концом и сайтом, связывающим нуклеотиды. Исследования мышиного ортолога этого белка предполагают его участие в транспорте белков, внутриклеточном транспорте везикул или клеточной сигнализации во время гематопоэтического созревания. Существует альтернативный сплайсинг в этом локусе и были описаны два варианта транскриптов, кодирующих этот белок.